# Gros Morne (Terre-Neuve-et-Labrador)
Pour l’article homonyme, voir Gros Morne (homonymie).
Le Gros Morne est une montagne située dans l'Ouest de l'île de Terre-Neuve dans les monts Long Range. Elle est, avec ses 806 m d'altitude, le second sommet de l'île. Elle est située dans le parc national du Gros-Morne.